# Айя бинт Фейсал
Айя бинт Фейсал  (араб. آية بن فيصل‎; род. 11 февраля 1990, Амман) — принцесса Иордании, спортивный функционер, старшая дочь принца Фейсала ибн Хусейна и племянница короля Абдаллы II. С 2022 года является членом Олимпийского комитета Иордании.

## Биография
Айя бинт Фейсал родилась 11 февраля 1990 года в семье принца Фейсала ибн Хусейна и его первой жены, принцессы Алии Таббаа. У неё есть младший родной брат, принц Омар (род. 1993) и младшие сёстры-близнецы, принцессы Сара и Айша (род. 1997).
22 мая 2014 года вышла замуж за Мохаммеда ибн Талаля аль-Халавани, в браке с которым у неё трое детей (две дочери и сын):
- Райя аль-Хавалани (род. 2 мая 2016 года);
- Насмах аль-Халавани (род. 19 октября 2019);
- Хусейн аль-Халавани (род. 12 марта 2022).

В декабре 2021 года Айя бинт Фейсал была избрана президентом Иорданской федерации волейбола.
В июле 2022 года Айя бинт Фейсал была избрана членом Олимпийского комитета Иордании.